# Domingo de Salazar
Domingo de Salazar (Labastida, 1512 – Madrid, 4 dicembre 1594) è stato un vescovo cattolico spagnolo, vescovo di Manila dal 1579 al 1594.

## Biografia
Nato in Spagna (secondo alcune fonti a Labastida, secondo altre a La Rioja, secondo altre ancora a Baños de Río Tobía), Domingo de Salazar entrò giovanissimo nell'ordine dei domenicani nel convento di Salamanca e venne ordinato sacerdote a Madrid nel 1546; venne poi inviato come missionario dal suo ordine dapprima in Messico e poi in Florida, territori all'epoca parti dell'impero coloniale spagnolo. Dopo vent'anni tornò in Spagna come procuratore generale dell'ordine dei domenicani.
Il 6 febbraio 1579 papa Gregorio XIII lo nominò primo vescovo di Manila. Re Filippo II di Spagna aveva già proposto il suo nome per tale carica l'anno precedente. Venne ordinato vescovo a Madrid. Partì quindi alla volta della Nuova Spagna da dove, il 29 marzo 1581, ripartì a bordo del galeone San Martin alla volta delle Filippine. Giunse a destinazione nel luglio del 1581, al largo dello stretto di San Bernardino, ma una serie di problematiche di venti contrari lo convinsero a proseguire il viaggio a piedi sino alla capitale.
Il 17 settembre 1581 giunse a Manila. Durante il suo viaggio entrò in contatto col gesuita Alonso Sánchez che gli chiese la possibilità di organizzare una spedizione armata per evangelizzare le terre cinesi. Salazar inizialmente la considerava una priorità assoluta, ma gli scontri politici e la sua stessa rottura con Sánchez non  consentirono di avviare il progetto.

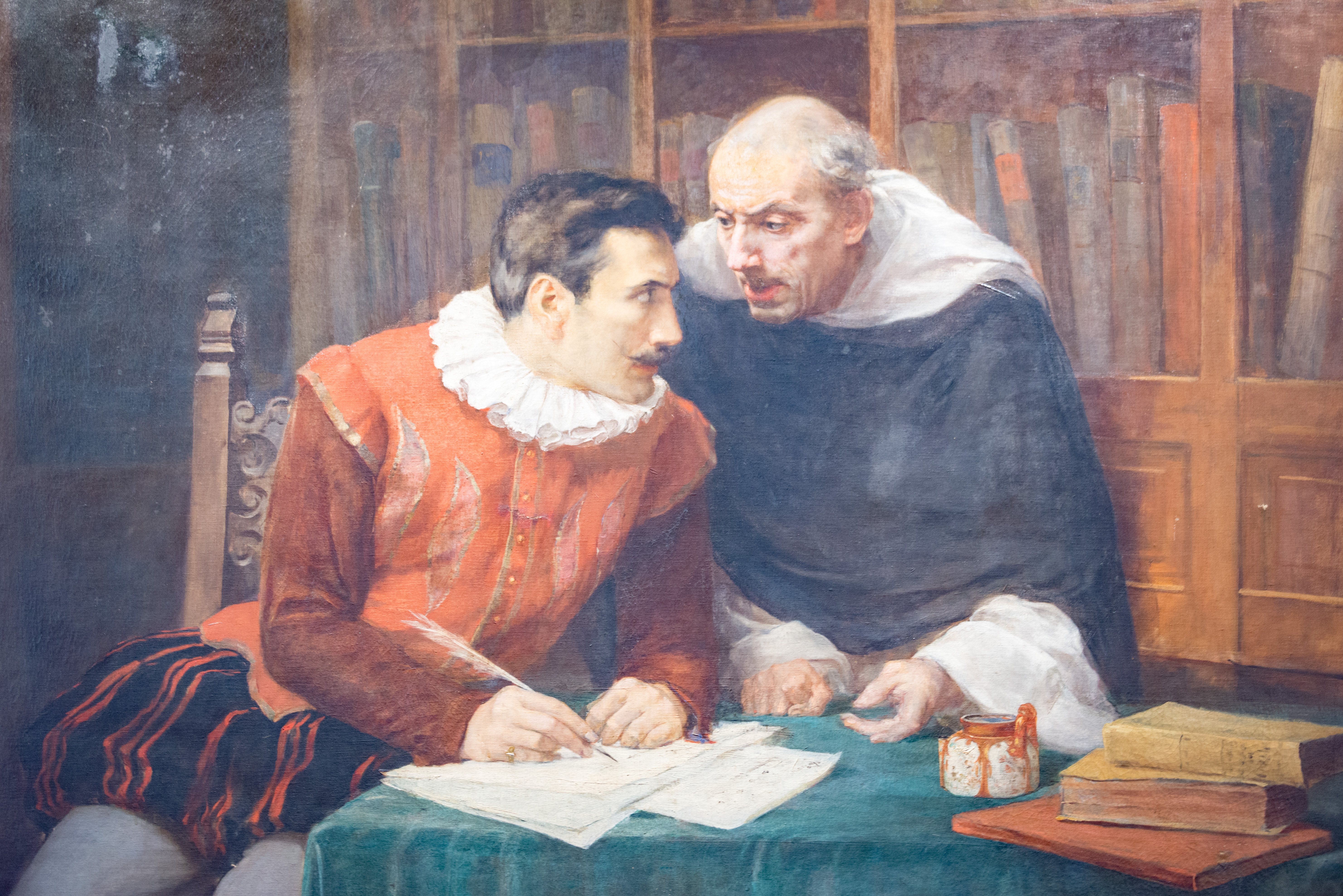
Domingo de Salazar ed il governatore Luis Perez Dasmariñas discutono della spedizione in Cambogia. Dipinto di Félix Resurrección Hidalgo del 1896.

Nel 1591 intraprese un viaggio in Spagna per difendere le sue posizioni, dato che da qualche tempo aveva decisamente preso le difese dei diritti degli indigeni filippini contro i progetti dei conquistadores. Appoggiò invece il governatore spagnolo delle Filippine, don Luis Perez Dasmariñas nell'organizzazione di una spedizione militare per liberare il Regno di Cambogia dagli invasori siamesi ed ottenere così un punto d'appoggio spagnolo nell'Asia continentale.
Morì il 4 dicembre 1594 nel convento di Santo Tomás a Madrid.